# Station Beaurainville
Station Beaurainville is een spoorwegstation in de Franse gemeente Beaurainville.

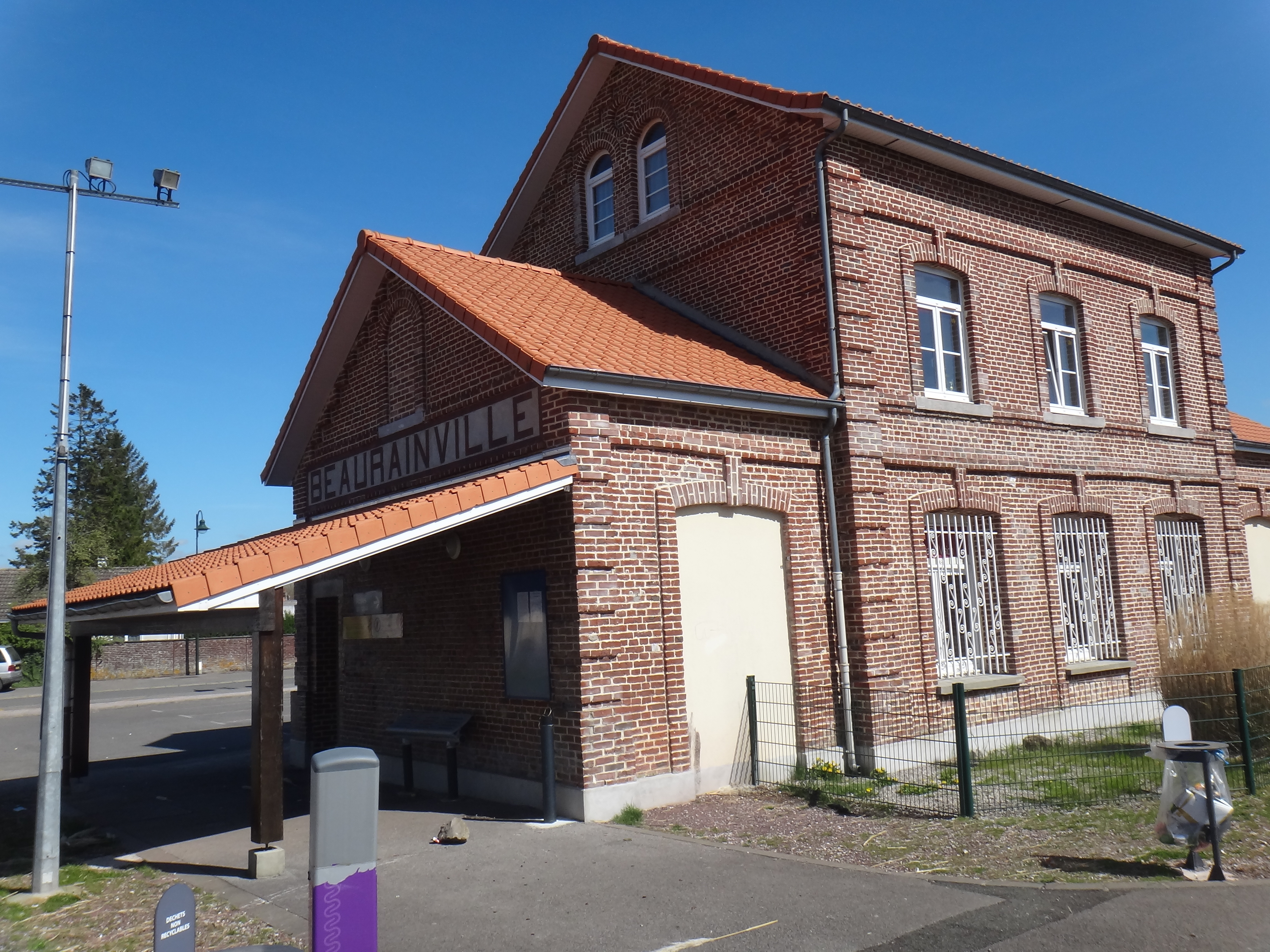
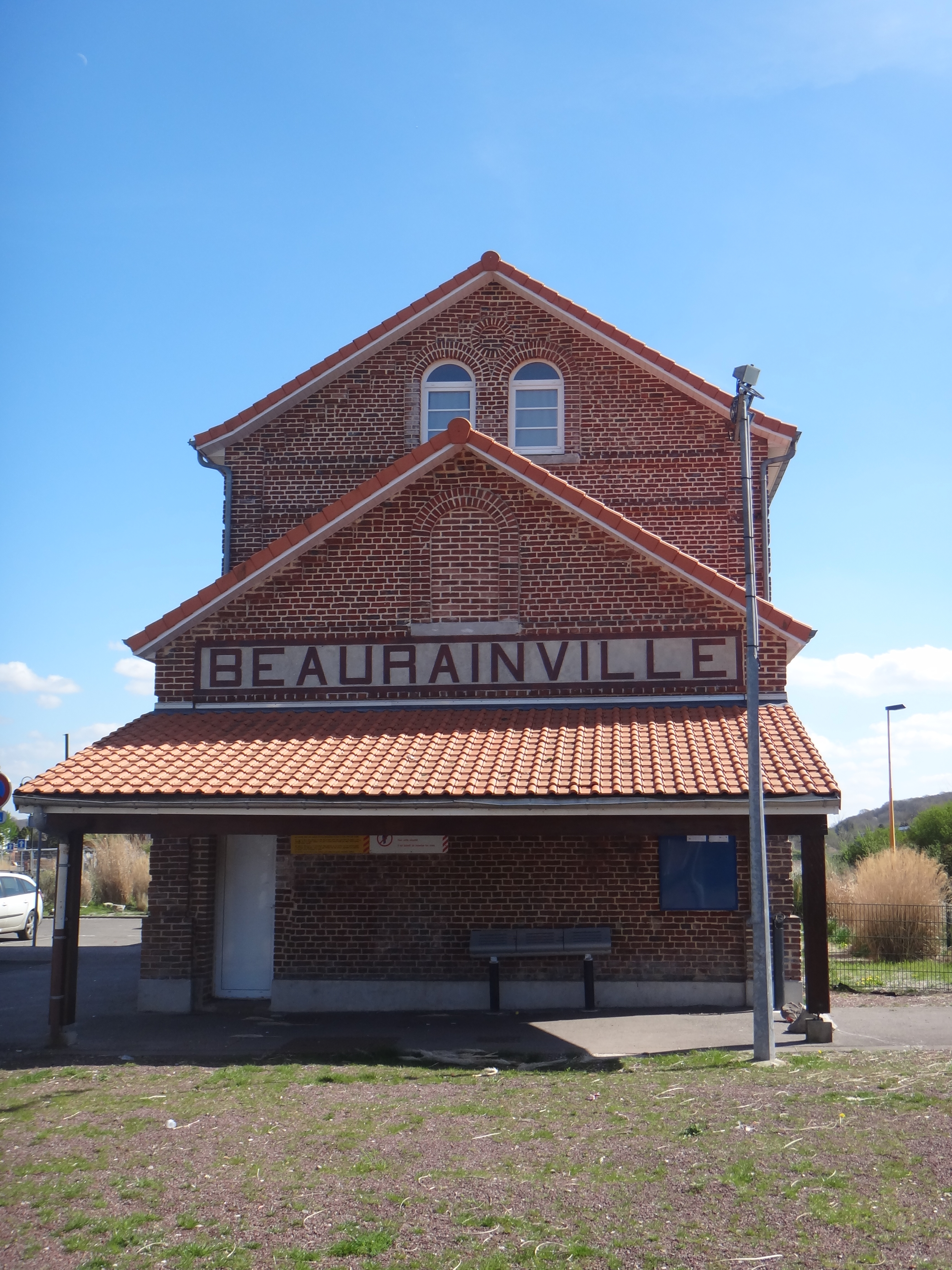